# Karstensens Skibsværft

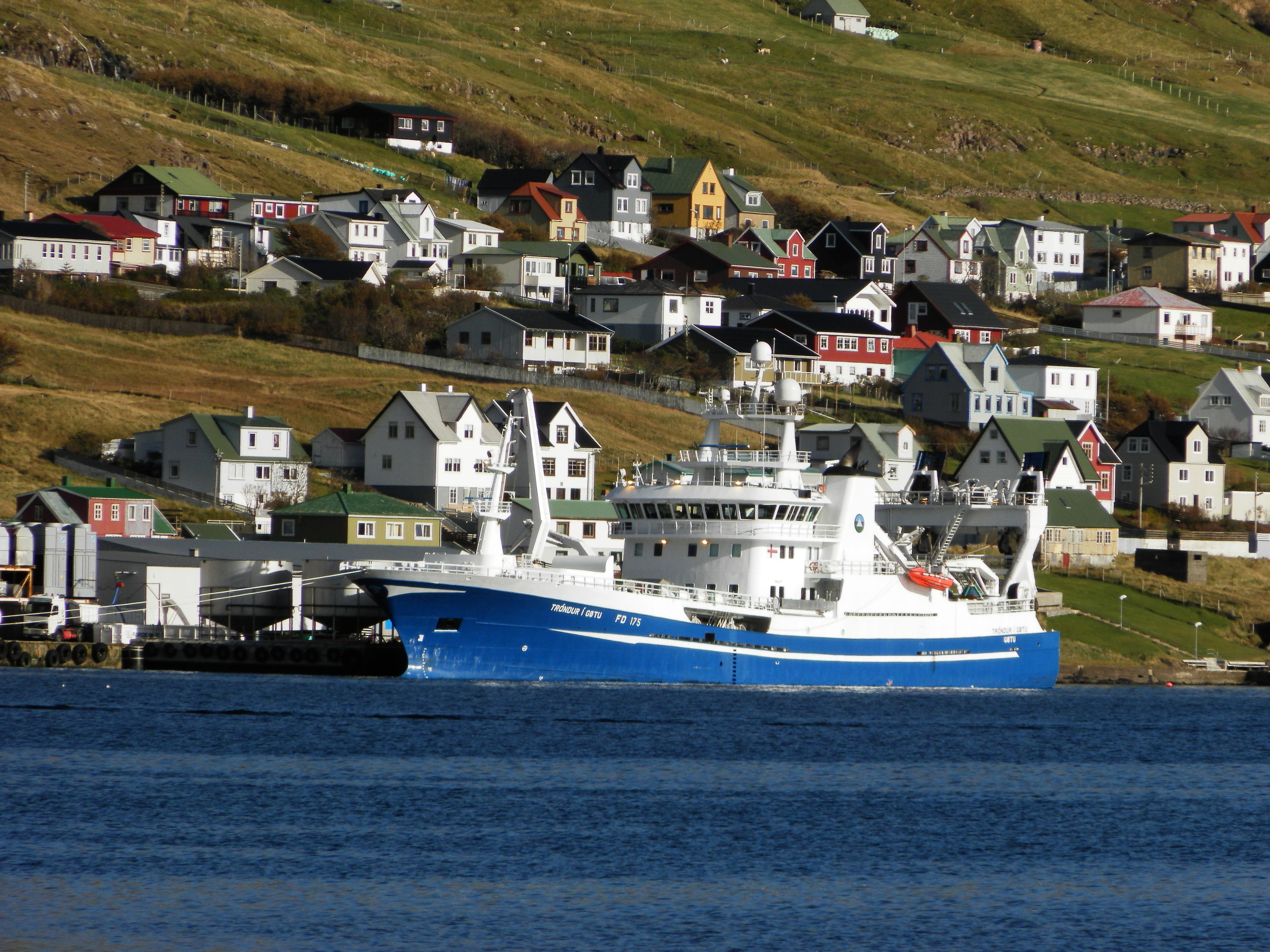
Den färöiska trålaren Tróndur í Gøtu, byggd 2010

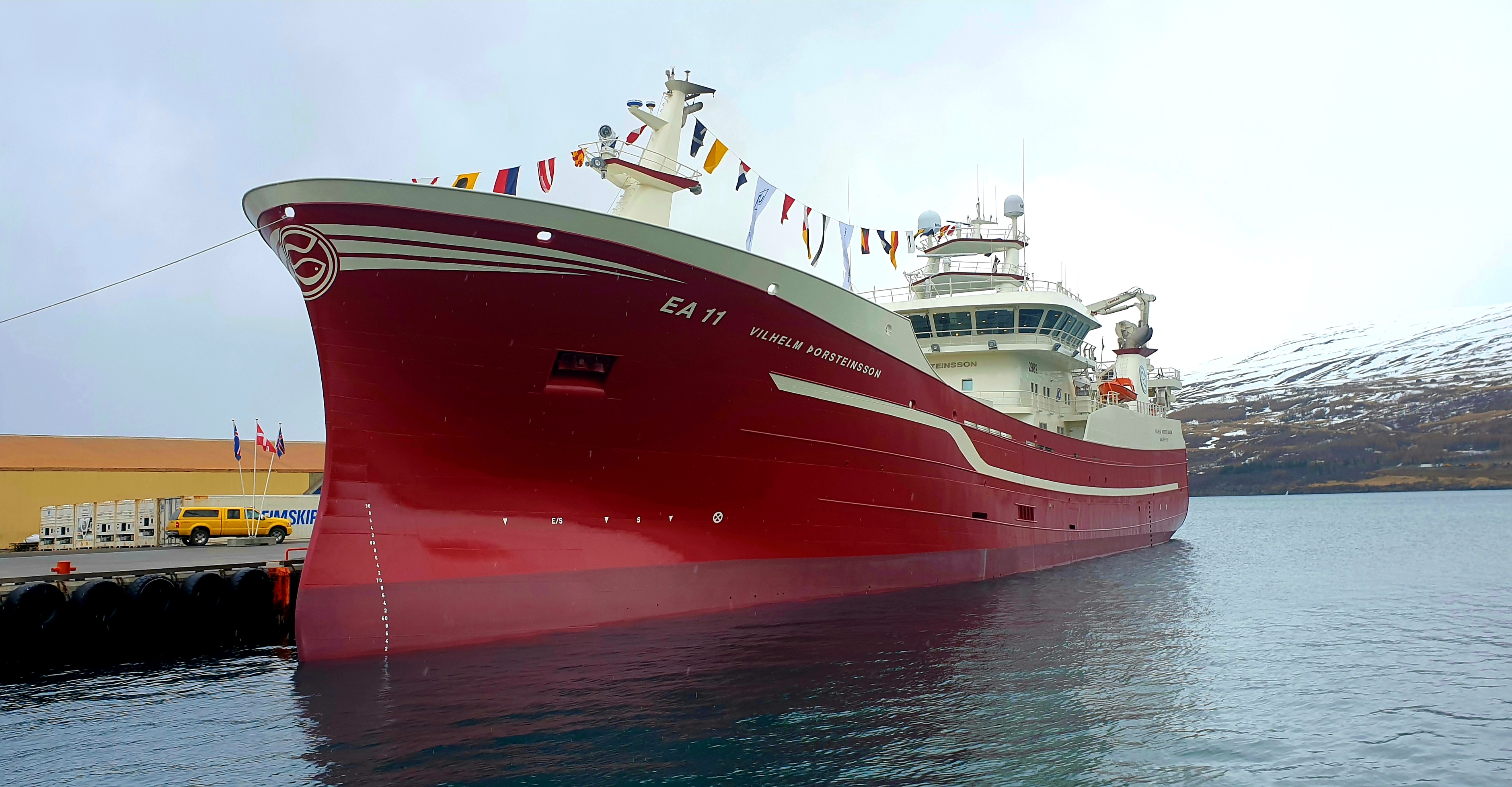
Den isländska Vilhelm Þorsteinsson EA 11, byggd 2021

Karstensens Skibsværft A/S är ett nybyggnads- och reparationsvarv i Skagen. Det grundades 1917 och byggde enbart träfartyg, framför allt fiskebåtar, fram till 1960.
Varvet blev aktiebolag 1987.
År 2007 invigdes en ny, 136 meter lång, 26 meter bred och 8,2 meter djup torrdocka.

## Byggda fartyg i urval
- T/S Atlantica, skolfartyg för Stiftelsen Svenska Kryssarklubbens Seglarskola, 1981.
- L349 Gitte Henning, fiskefartyg för Erik Kjeldsen samt dennas söner Lars och Henning Kjeldsen, 2000.
- P570 Knud Rasmussen, patrullfartyg för Søværnet, 2008.
- L349 Gitte Henning, fiskefartyg för Henning Kjeldsen, 2008.
- P571 Ejnar Mikkelsen, patrullfartyg för Søværnet, 2009.
- P572 Lauge Koch, patrullfartyg för Søværnet, 2016.
- GG64 Astrid Marie, fiskefartyg för Astrid Fiske A/S, 2021.
- GG 203 Ginneton, fiskefartyg för Fiskeri AB Ginneton, 2023.
- S 264 Astrid, fiskefartyg för Astrid Fiske A/S, 2023.